# Малокаратульська сільська рада
| Малокаратульська сільська рада — колишній орган місцевого самоврядування у Переяслав-Хмельницькому районі Київської області з адміністративним центром у с. Мала Каратуль. Водоймища на території, підпорядкованій даній раді: річка Броварка. Сільській раді підпорядковані населені пункти: - с. Мала Каратуль - с. Воскресенське - с. Травневе |

## Склад ради
Рада складалася з 12 депутатів та голови.

### Керівний склад ради
| ПІБ                     | Основні відомості                                                 | Дата обрання | Дата звільнення |
| ----------------------- | ----------------------------------------------------------------- | ------------ | --------------- |
| Соловей Ольга Василівна | Сільський голова, 1961 року народження, освіта, позапартійна      | 26.03.2006   | 31.10.2010      |
| Соловей Ольга Василівна | Сільський голова, 1961 року народження, освіта вища, позапартійна | 31.10.2010   |                 |

Примітка: таблиця складена за даними джерела